# .pe

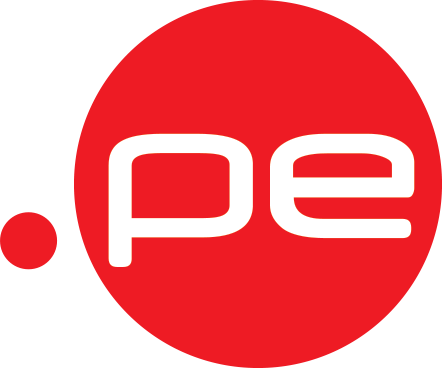

.pe는 페루의 인터넷 국가 코드 최상위 도메인이다.

## 2차 도메인
2007년 12월 8일을 기점으로 2차 도메인에 직접 등록하는 것이 허용되었다.
그 이전에는 아래의 2차 도메인 하의 3차 도메인에만 국한되었다:
- edu.pe: 페루의 교육 기관
- gob.pe: 페루 정부
- nom.pe: 페루의 개인
- mil.pe: 페루의 군사
- sld.pe: 페루의 의료
- org.pe: 페루의 단체
- ngo.pe: 페루의 NGO
- com.pe: 페루의 상업 단체
- net.pe: 페루의 네트워크 제공자